# Flygplatsinspektion
På en flygplats finns en mängd bestämmelser och krav som måste uppfyllas för att flygning där skall tillåtas. För att säkerställa detta genomför Transportstyrelsen regelbundna kontroller av flygplatserna. Flygplatsinspektören ser där över säkerhetsrutiner.